# Luis Ovando
Luis Alfredo Ovando Medina (ur. 5 listopada 1988) – chilijski zapaśnik walczący w stylu klasycznym. Zajął 45 miejsce na mistrzostwach świata w 2007. Piąty na mistrzostwach panamerykańskich w 2006. Brązowy medalista igrzysk Ameryki Południowej w 2006 roku.